# Cabanac-et-Villagrains
Cabanac-et-Villagrains är en kommun i departementet Gironde i regionen Nouvelle-Aquitaine i sydvästra Frankrike. Kommunen ligger i kantonen La Brède som tillhör arrondissementet Bordeaux. År 2022 hade Cabanac-et-Villagrains 2 400 invånare.

## Befolkningsutveckling
Antalet invånare i kommunen Cabanac-et-Villagrains
Referens:INSEE